# Пиварич, Йосип
Йо́сип Пи́варич (хорв. Josip Pivarić; род. 30 января 1989, Загреб, СР Хорватия, СФРЮ) — хорватский футболист, защитник. Серебряный призёр чемпионата мира 2018 года в составе сборной Хорватии.

## Клубная карьера
Йосип является воспитанником загребского «Динамо». Весной 2008 года был переведён в основной состав команды.
Летом 2008 года был отдан в долгосрочную аренду в клуб «Локомотива», который с 2006 года являлся фарм-клубом «Динамо». В первом сезоне провёл 24 матча, забил 1 мяч, а его клуб получил право выступать в Первой лиге. В январе 2009 года Йосип подписал контракт с «Динамо» сроком на семь с половиной лет. 26 июля 2009 года Пиварич дебютировал в высшем футбольном дивизионе Хорватии в матче против «Риеки». В сезоне 2009/10 Йосип принял участие в 9 встречах, на следующий год он прочно занял место в стартовом составе «Локомотивы» и отыграл 29 матчей.
В конце 2011 года, принимая во внимание успешную игру защитника, «Динамо» приняло решение о возврате Йосипа из аренды. 21 марта 2012 года Пиварич провёл свой первый матч за динамовцев. По итогам сезона «Динамо» завоевало чемпионский титул.
В сезоне 2012/13 Йосип регулярно выходит в основном составе на позиции левого защитника. 18 июля 2012 года в матче Второго квалификационного раунда Лиги чемпионов против болгарского «Лудогорца» состоялся дебют Пиварича в еврокубках. Динамовцам удалось пробиться в групповой этап турнира, Йосип принял участие во всех 6 встречах своего клуба.
8 августа 2017 стал игроком «Динамо» из Киева. 20 августа 2017 дебютировал за киевское «Динамо» против «Стали», но, проведя на поле 7 минут, был заменен из-за рассечения головы, которое он получил в борьбе за мяч с футболистом соперников.
В январе 2019 во время матча на сборах против чешской «Спарты» повредил передние крестообразные связки колена, в связи с чем пропустил вторую половину сезона 2018/19. Восстановившись после травмы, проиграл конкуренцию молодому украинскому защитнику Виталию Миколенко и 6 августа 2020 года по истечении срока контракта покинул «Динамо».

## Карьера в сборной
С 2005 по 2009 Йосип выступал за юношеские и молодёжные сборные Хорватии. 14 августа 2013 года дебютировал за первую сборную в товарищеском матче против сборной Лихтенштейна.
На чемпионате мира 2018 года основным левым защитником сборной Хорватии был Иван Стринич, но Пиварич также сыграл несколько матчей и вместе со сборной получил серебряные награды.

## Достижения
«Динамо» (Загреб)
- Чемпион Хорватии (5): 2011/12, 2012/13, 2013/14, 2014/15, 2015/16
- Обладатель Кубка Хорватии (3): 2011/12, 2014/15, 2015/16
- Обладатель Суперкубка Хорватии: 2013

Сборная Хорватии
- Серебряный призёр чемпионата мира: 2018

Личные
- Орден Князя Бранимира: 2018[12]